# 886

## أحداث
- أكتوبر: نهاية حصار باريس والذي بدأ في 25 نوفمبر 885.
- الأبجدية الغلاغوليتسية، التي وضعتها كيرلس وميثوديوس، وهما مبشران من القسطنطينية، اعتمدت في الإمبراطورية البلغارية.

## مواليد
- ابن مقلة

## وفيات
- أبو معشر البلخي
- محمد بن ماجه